# Estación de Poceirão
La Estación Ferroviária de Poceirão, igualmente conocida como Estación de Poceirão, es una estación de ferrocarriles de la Línea del Alentejo, que sirve a la localidad de Poceirão, en el ayuntamiento de Palmela, en Portugal.

## Descripción

### Vías y plataformas
En enero de 2011, poseía nueve vías de circulación, con 93 a 800 metros de longitud; las plataformas presentaban 160 y 100 metros de extensión, y 35 y 40 centímetros de altura.

### Localización y accesos
Esta plataforma se encuentra en la localidad de Poceirão, frente a la Avenida de la Estación del Poceirão.

## Historia
La estación se inserta en el tramo entre Barreiro y Bombel de la Línea del Alentejo, que entró en servicio el 15 de junio de 1857.